# Terry Notary
Terry Notary (nascido em 14 de agosto de 1968) é um ator americano, coordenador de dublês e treinador de movimento. Terry retrata principalmente criaturas e animais para a indústria cinematográfica e televisiva, além de ser conhecido por suas performances de captura de movimento em filmes, incluindo Avatar, As Aventuras de Tintim: Segredos do Unicórnio, a série de reinicialização Planeta dos Macacos, a trilogia O Hobbit e Kong: A Ilha da Caveira . Em 2018, Notary interpretou Cull Obsidian nos filmes da Marvel Studios Vingadores: Guerra Infinita e Vingadores: Ultimato .

## Biografia
Terry nasceu em San Rafael, Califórnia, e foi diagnosticado com hiperatividade severa aos 7 anos de idade. Seus pais o matricularam em aulas de ginástica para queimar o excesso de energia. Ele ganhou uma bolsa de ginástica na Universidade da Califórnia, onde se formou em teatro.

## Carreira
A primeira carreira do ator foi como artista no Cirque du Soleil. Seu primeiro trabalho como treinador de movimentos de dublês foi em Como o Grinch Roubou o Natal, do Dr. Seuss. O diretor Ron Howard estava contratando ginastas do Cirque para o filme e, depois de impressionar Howard o suficiente, Notary recebeu a oferta de ensinar todos os atores a se movimentarem. Notary seguiu essa nova carreira até o filme Planeta dos Macacos, de Tim Burton, para o qual se preparou estudando os movimentos dos macacos no zoológico do condado de Los Angeles. O primeiro filme de captura de movimentos de Notary foi Avatar, no qual ele foi o treinador de movimentos dos Na'vi.
O diretor sueco Ruben Östlund contratou Notary para o elenco de seu filme The Square, vencedor da Palma de Ouro em 2017. Para Oleg, um personagem que age como um macaco, Östlund descobriu Notary depois de fazer uma busca no Google por “ator imitando macaco” e ver uma das performances de Notary (que era para uma audição para Planeta dos Macacos). Seu desempenho naquela única cena, na qual um artista performático age como um macaco hostil em um jantar chique, foi amplamente elogiado, e o The Independent a chamou de “a cena mais tensa e desconfortável do ano”.

## Filmografia
| Ano  | Título                                    | Trabalho                                                                                         | Papel                           |
| ---- | ----------------------------------------- | ------------------------------------------------------------------------------------------------ | ------------------------------- |
| 2000 | Dr. Seuss' How the Grinch Stole Christmas | Stunt performer / movement coach                                                                 |                                 |
| 2001 | The Animal                                | Stunt performer                                                                                  |                                 |
| 2001 | Planet of the Apes                        | Stunt performer / Tim Roth's stunt double (não creditado) / movement coach                       | Vários macacos                  |
| 2001 | The Hot Chick                             | Stunt performer                                                                                  |                                 |
| 2003 | X2                                        | Stunt performer / movement coach                                                                 |                                 |
| 2003 | Tarzan                                    | Animal movement coach                                                                            |                                 |
| 2004 | The Village                               | Movement coach                                                                                   |                                 |
| 2005 | Me and You and Everyone We Know           | Stunt coordinator                                                                                |                                 |
| 2006 | Superman Returns                          | Stunt performer / movement coach                                                                 |                                 |
| 2007 | If I Had Known I Was A Genius             | Stunt coordinator                                                                                |                                 |
| 2007 | Slipstream                                | Stunt coordinator (não creditado)                                                                |                                 |
| 2007 | Next                                      | Stunt double (não creditado) / movement coach (não creditado)                                    |                                 |
| 2007 | Fantastic Four: Rise of the Silver Surfer | Stunt performer / Silver Surfer MoCap performer / movement coach                                 |                                 |
| 2008 | The Incredible Hulk                       | Movement coach / Tim Roth's stunt double (não creditado) / Hulk and Abomination MoCap performers | Soldado                         |
| 2009 | The Forgotten Ones                        | Stunt coordinator                                                                                | Alpha Creature                  |
| 2009 | Transformers: Revenge of the Fallen       | Movement coach                                                                                   |                                 |
| 2009 | Avatar                                    | Stunts / MoCap performer / movement coach                                                        | Banshee                         |
| 2010 | The Lost Tribe                            | Executive producer / stunt coordinator / movement coach                                          | Alpha Male                      |
| 2010 | Primal                                    | Stunt coordinator                                                                                |                                 |
| 2011 | Attack the Block                          | Movement coach                                                                                   | Head Alien                      |
| 2011 | Rise of the Planet of the Apes            | Stunt coordinator / Andy Serkis and Richard Ridings's stunt double / movement coach              | Rocket / Bright Eyes            |
| 2011 | The Adventures of Tintin                  | Stunt coordinator / stunt performer / MoCap performer / movement coach                           |                                 |
| 2011 | The Cabin in the Woods                    | Stunt performer / movement coach                                                                 | Clown                           |
| 2012 | The Hobbit: An Unexpected Journey         | MoCap performer / movement coach                                                                 | Goblin                          |
| 2013 | The Hobbit: The Desolation of Smaug       | Stunt performer / movement coach                                                                 | Goblin / Yazneg (pick-up shots) |
| 2014 | Dawn of the Planet of the Apes            | Stunt coordinator / movement coach                                                               | Rocket                          |
| 2014 | The Hobbit: The Battle of the Five Armies | Movement coach                                                                                   | Laketown Refugee                |
| 2016 | Warcraft                                  | Stunt coordinator / movement coach                                                               | Grommash Hellscream             |
| 2017 | Kong: Skull Island                        | MoCap performer                                                                                  | Kong                            |
| 2017 | War for the Planet of the Apes            | Stunt coordinator / movement coach                                                               | Rocket                          |
| 2017 | The Square                                | Actor                                                                                            | Oleg                            |
| 2018 | Avengers: Infinity War                    | Groot MoCap performer                                                                            | Cull Obsidian                   |
| 2019 | Avengers: Endgame                         | Groot MoCap performer                                                                            | Cull Obsidian                   |
| 2019 | The Lion King                             | MoCap performer                                                                                  |                                 |
| 2019 | Doctor Sleep                              | Stunt performer / movement coach                                                                 |                                 |
| 2020 | The Call of the Wild                      | MoCap performer                                                                                  | Rail Worker / Buck              |
| 2022 | Nope                                      | MoCap performer                                                                                  | Gordy                           |
| 2022 | Thor: Love and Thunder                    | Groot MoCap performer                                                                            |                                 |
| 2025 | The Electric State                        | MoCap performer                                                                                  |                                 |
| 2026 | Ramayana: Part 1                          | Action Director / MoCap performer                                                                |                                 |
| 2027 | Ramayana: Part 2                          | Action Director / MoCap performer                                                                |                                 |